# Sân vận động Olympic Yves-du-Manoir
Sân vận động Olympic Yves-du-Manoir (tiếng Pháp: Stade Olympique Yves-du-Manoir, còn được gọi là Sân vận động Olympic Colombes, hoặc đơn giản là Colombes theo cách gọi của người dân địa phương) là một sân vận động bóng bầu dục, điền kinh và bóng đá ở Colombes, gần Paris, Pháp.
Được đặt tên để tưởng nhớ cầu thủ bóng bầu dục người Pháp Yves du Manoir vào năm 1928, đây là sân vận động chính của Thế vận hội Mùa hè 1924 với sức chứa 45.000 khán giả vào thời điểm đó. Trong kỳ Thế vận hội năm 1924, sân đã tổ chức các môn thi đấu điền kinh, xe đạp, cưỡi ngựa, thể dục dụng cụ, quần vợt, bóng đá, bóng bầu dục và hai trong số năm môn phối hợp hiện đại (chạy, đấu kiếm). Các cuộc đua Olympic có sự tham gia của Harold Abrahams và Eric Liddell, được miêu tả trong bộ phim Những Cỗ Xe Rực Lửa đã được quay cảnh ở đây, mặc dù sân vận động không được sử dụng cho bộ phim.
Sân vận động sau đó đã được mở rộng với sức chứa tăng lên hơn 60.000 người. Colombes cũng là nơi diễn ra trận chung kết World Cup 1938 giữa Ý và Hungary, đồng thời cũng tổ chức hai trận đấu của đội chủ nhà trong giải đấu.
Colombes đã tổ chức một số trận chung kết Cúp bóng đá Pháp và các trận đấu trên sân nhà của các đội tuyển bóng đá và rugby union quốc gia Pháp vào thập niên 1970. Đây vẫn là sân vận động lớn nhất của Pháp cho đến khi sân vận động Công viên các Hoàng tử được khánh thành vào năm 1972, sau khi được cải tạo. Vào thời điểm đó, sức chứa của Colombes đã giảm xuống dưới 50.000 người do các quy định an toàn nghiêm ngặt hơn. Đội tuyển rugby union quốc gia Pháp đã chơi trận đấu cuối cùng tại Colombes vào năm 1972 và đội tuyển bóng đá quốc gia Pháp đã chơi trận đấu cuối cùng tại đây vào năm 1975.
Câu lạc bộ bóng đá chuyên nghiệp Pháp RC Paris đã sử dụng Colombes làm sân nhà cho đến năm 1985 hoặc lâu hơn, sau đó chuyển đến các sân vận động khác trước khi trở lại Colombes vào thập niên 2000.
Không giống như RC Paris, câu lạc bộ bóng bầu dục Racing 92 đã tiếp tục ở lại Colombes cho đến tháng 11 năm 2017. Đội ban đầu dự định tái phát triển Yves-du-Manoir thành một sân vận động có sức chứa 15.000 chỗ ngồi để chia sẻ sân nhà với Racing Club de France Football, nhưng thay vào đó đã xây dựng Paris La Défense Arena ở khu vực Nanterre gần đó. Đội đã chơi trận đấu đầu tiên tại sân nhà mới vào tháng 12 năm 2017. Hiện vẫn còn phải chờ xem liệu câu lạc bộ bóng đá Racing Club de France cũng sẽ di chuyển khỏi Colombes hay không.
Sân vận động cũng được miêu tả trong bộ phim Escape to Victory vào năm 1981 do Sylvester Stallone và Michael Caine đóng vai chính, nhưng sân vận động được sử dụng trong quá trình quay phim là sân vận động Đại lộ Hungary ở Budapest, Hungary.
Sân dự kiến sẽ tổ chức môn khúc côn cầu trên cỏ tại Thế vận hội Mùa hè 2024.

## Giải vô địch bóng đá thế giới 1938
Sân vận động Olympic Yves-du-Manoir đã tổ chức ba trận đấu của Giải vô địch bóng đá thế giới 1938, bao gồm cả trận chung kết.

| Ngày                | Thời gian | Đội #1 | Kết quả | Đội #2  | Vòng        | Khán giả |
| ------------------- | --------- | ------ | ------- | ------- | ----------- | -------- |
| 5 tháng 6 năm 1938  | 17:00     | Pháp   | 3–1     | Bỉ      | Vòng 16 đội | 30.454   |
| 12 tháng 6 năm 1938 | 17:00     | Pháp   | 1–3     | Ý       | Tứ kết      | 58.455   |
| 19 tháng 6 năm 1938 | 17:00     | Ý      | 4–2     | Hungary | Chung kết   | 45.000   |